# Adriaan van Hees

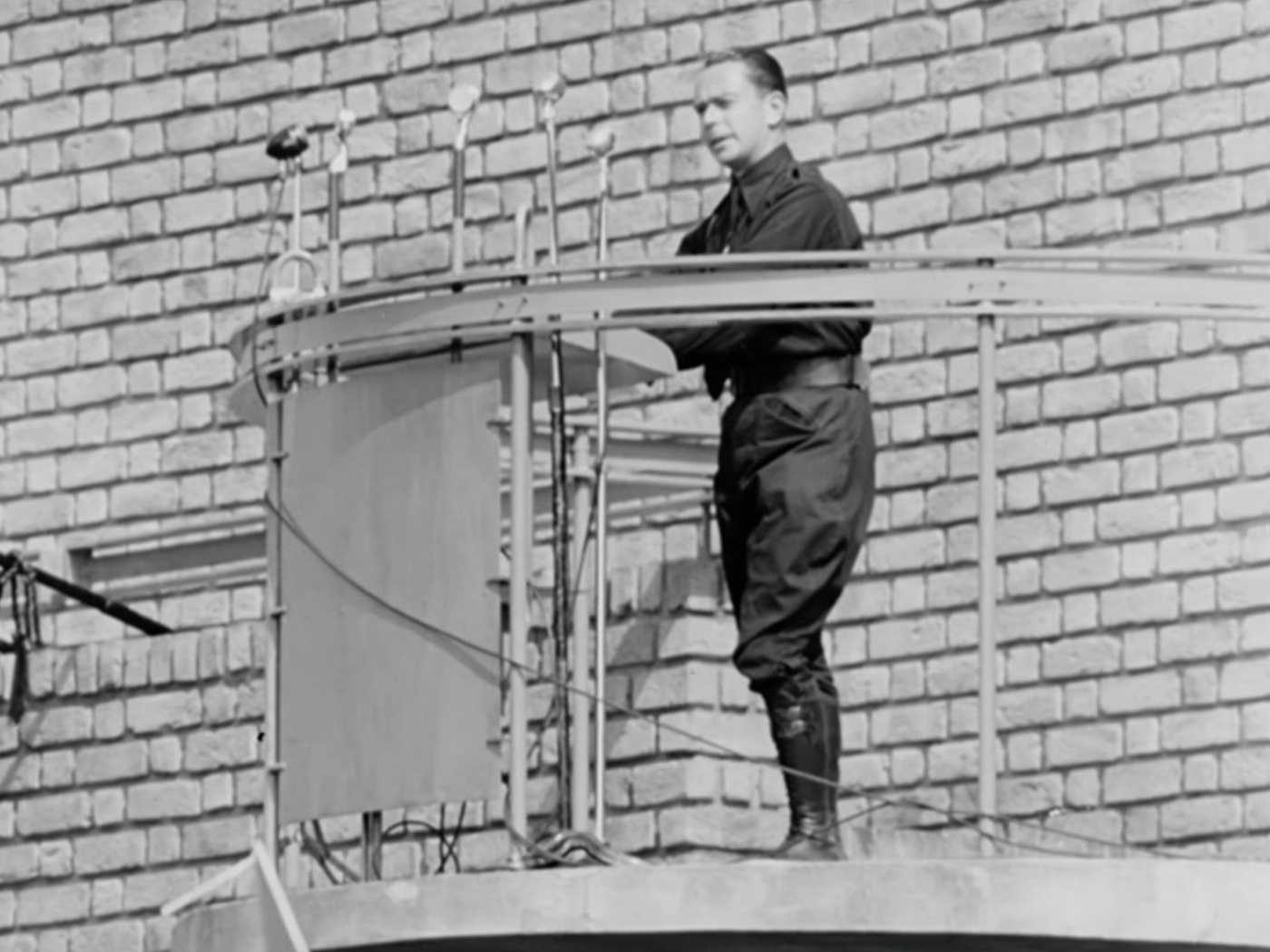
Adriaan van Hees als spreker bij de Hagespraak der Bevrijding (1940)

Adriaan Nicolaas Johan van Hees (Rotterdam, 3 mei 1910 - Vlissingen, 2 december 1976) was een Nederlands acteur en NSB'er.
Van Hees was de zoon van een Haarlemse schouwburgdirecteur. Van 1927 tot 1929 volgde hij lessen aan de Amsterdamse toneelschool, vanwege de naar eigen zeggen 'geringe kwaliteit' ervan vertrok naar Duitsland. Daar bezocht hij toneelscholen in Düsseldorf en Berlijn. Van Hees speelde van 1931 tot 1934 bij het Vereenigd Rotterdamsch Hofstad Tooneel bij Cor van der Lugt Melsert. Tot dit gezelschap behoorden ook Piet Rienks en Annie van Duyn. Hij kreeg ruzie met Van der Lugt en vertrok in maart 1933 weer naar Berlijn. Bij terugkomst meldde hij zich op 22 mei 1933 aan bij de NSB.
In juli 1933 maakte Van Hees met De Dietsche Spelers een tournee door de West met het stuk Een huwelijk onder Lodewijk XV. Als acteurs waren aan het gezelschap onder andere Willem van der Veer, Eduard Verkade en Péronne Hosang verbonden. In de seizoenen 1933 tot 1935 speelde hij mee in verschillende toneelstukken. Vanaf 1935 stopte hij met het beroepstoneel om zich volledig te wijden aan de NSB. In 1934, echter, kreeg hij te kampen met een zware depressie, omdat hij had gehoord dat zijn grootvader van moederszijde joods was waardoor hij volgens de rassenwetten kwartjood was.
Van Hees speelde een aantal rollen in enkele vooroorlogse films als Malle gevallen (1934), Het leven is niet zo kwaad (1935), Zomerzotheid (1936, een boekverfilming van Cissy van Marxveldt) en Jonge harten (1936). Van Hees was ook bekend van zijn meespelen in de, door de radio georganiseerde, Bonte Avonden. In de jaren 1937-1938 speelde hij tijdens een tournee van veertien maanden in Nederlands-Indië bij het gezelschap van Cor Ruys. Hij bleef daar om te spelen in Medan (de hoofdstad van Sumatra) en om De Princevlag van dr. W. van Loohuis in te studeren.
Begin 1940 keerde Van Hees terug naar Nederland. Hij werd benoemd tot leider van de filmkamer van de Nationale Werknemers Vereniging, wat 10 mei 1940 het Nederlands Arbeidsfront ging heten. Verder was Van Hees, in de rang van opperhopman, van 1940 tot 1942 belast met de zangopleiding binnen de WA. Van Hees trouwde op 11 juli 1941 met de jongste dochter van Barthold Arnold van der Sluijs. Ze werden een jaar later de ouders van een zoon. Ondanks zijn niet-arische afkomst meldde hij zich in augustus 1942 bij de SS-eenheid Germania. Hij kwam niet door de keuring en werd oneervol uit de dienst ontslagen. In 1944 wilde Van Hees toetreden tot de Landwacht. Hij wendde zich op aanraden van Hanns Albin Rauter tot Anton Mussert met het verzoek om tot "ere-ariër" te worden benoemd. Dit gebeurde echter niet, waarna hij binnen de NSB naar de achtergrond verdween.
Van Hees wilde, wanneer de oorlog door Duitsland gewonnen zou zijn, uit Europa emigreren. In 1949 werd hij tot vijf jaar met aftrek veroordeeld, nadat eerst zes jaar was geëist. Een jaar later scheidde hij van zijn vrouw.
- Nederlandse Thesaurus van Auteursnamen: 074323512
- Virtual International Authority File: 285563478
- WorldCat: E39PBJx4qv3tf6vH3QG3cDQrMP